# Jules Bernard
Jules Liam Bernard (Los Angeles, California; 21 de enero de 2000) es un baloncestista estadounidense que pertenece a la plantilla de los Cleveland Charge de la G League. Con 1,98 metros de estatura, juega en la posición de escolta.

## Trayectoria deportiva

### Universidad
Jugó cuatro temporadas con los Bruins de la Universidad de California en Los Ángeles, en las que promedió 9,2 puntos, 3,9 rebotes y 1,2 asistencias por partido. Después de cuarta la temporada, se declaró elegible para el draft de la NBA, pero no contrató a un agente para mantener su elegibilidad universitaria; La NCAA permitió un año extra debido a la pandemia de COVID-19. Tuvo un entrenamiento con Los Angeles Lakers antes de decidir permanecer en el draft, minutos antes de la fecha límite para regresar a clases.

#### Estadísticas
| Año     | Equipo | PJ  | PT | MPP  | %TC  | %3P  | %TL  | RPP | APP | ROB | TPP | PPP  |
| ------- | ------ | --- | -- | ---- | ---- | ---- | ---- | --- | --- | --- | --- | ---- |
| 2018–19 | UCLA   | 33  | 2  | 17.2 | .469 | .371 | .739 | 3.1 | .8  | .5  | .1  | 7.6  |
| 2019–20 | UCLA   | 30  | 1  | 16.2 | .390 | .317 | .784 | 2.6 | .6  | .5  | .2  | 5.5  |
| 2020–21 | UCLA   | 32  | 28 | 29.3 | .441 | .396 | .744 | 5.1 | 1.6 | .5  | .2  | 10.3 |
| 2021–22 | UCLA   | 35  | 34 | 30.1 | .419 | .337 | .818 | 4.7 | 1.7 | 1.0 | .2  | 12.8 |
| total   | total  | 130 | 65 | 23.4 | .430 | .354 | .774 | 3.9 | 1.2 | .6  | .2  | 9.2  |

### Profesional
Tras no ser elegido en el Draft de la NBA de 2022, disputó la Liga de Verano de la NBA con los Detroit Pistons. Tras disputar la pretemporada con los Pistons, acabó con un puesto en su equipo filial de la G League, los Motor City Cruise.
El 22 de diciembre de 2022 fue traspasado de Motor City a los Capital City Go-Go. Allí acabó la temporada promediando 15,3 puntos y 4,6 rebotes por partido.
El 1 de octubre de 2023 firmó con los Washington Wizards, pero fue despedido el 19 de octubre. El 30 de octubre regresó a Capital City.
El 8 de diciembre de 2023 firmó un contrato dual con los Washington Wizards.
El 24 de septiembre de 2024 firma con Cleveland Cavaliers, pero el 19 de octubre es cortado antes del inicio de la temporada. Una semana después se unió a su filial en la G League, los Cleveland Charge.

## Estadísticas de su carrera en la NBA

### Temporada regular
| Año     | Equipo     | PJ | PT | MPP | %TC  | %3P  | %TL  | RPP | APP | ROB | TPP | PPP |
| ------- | ---------- | -- | -- | --- | ---- | ---- | ---- | --- | --- | --- | --- | --- |
| 2023-24 | Washington | 19 | 0  | 7.8 | .453 | .379 | .556 | 1.4 | .8  | .2  | .1  | 3.9 |
| Total   | Total      | 19 | 0  | 7.8 | .453 | .379 | .556 | 1.4 | .8  | .2  | .1  | 3.9 |